# Liga Casarense de Fútbol
La Liga Casarense de Fútbol es una liga regional de fútbol en la Provincia de Buenos Aires en la República Argentina con sede en Av. de Mayo y Coronel Suárez de la ciudad de Carlos Casares. Su jurisdicción comprende al partido homónimo.
La Liga está afiliada a la Asociación del Fútbol Argentino a través de su ente rector del fútbol indirectamente afiliado, el Consejo Federal del Fútbol Argentino. Esto permite a los campeones de la Liga competir en el Torneo Regional Federal Amateur, que representa la cuarta categoría del fútbol argentino y abre la vía para el ascenso a categorías que desembocan en la Primera División. Para la edición 2023/24 está clasificado el Club Argentina '78, mientras que el Club Agropecuario Argentino está participando de la temporada 2025 de la Primera Nacional.

## Historia
La fundación de la liga data del 24 de abril de 1950, siendo en tal oportunidad sus clubes fundadores Boca Jrs., Huracán, La Media Luna (Cadret), Libertad, Matadero, San Martín y Sportivo Barracas (hoy Deportivo Casares).
En 1999 los clubes de la Liga comenzaron a militar en la Liga Pehuajense de Fútbol, limitando la institución a la organización de los torneos Nocturnos anuales de Verano. Esta situación duró hasta el año 2005 inclusive.
En el año 2007, debido a las exigencias del Consejo Federal para que cada Liga tenga un mínimo de equipos para estar afiliada, la Liga se unió a la Alianza Deportiva que conformaban la Liga Toldense de Fútbol y la Liga Nuevejuliense de Fútbol. Los torneos de esta Alianza Deportiva tuvieron un éxito notable que la hizo perdurar durante casi una década, incluso sumando a la Liga Bragadense de Fútbol en su ocaso. Sin embargo, en 2015 las Ligas de Bragado y 9 de Julio se abrieron de la Alianza, y tras la disputa de la edición 2016, también lo hizo la de General Viamonte.

### Clubes destacados
- Agropecuario Argentino: Fundado en 2011, en la temporada 2012/13 fue invitado a participar de esa edición del extinto Torneo Argentino B. Militó en la categoría hasta 2016, cuando consiguió el ascenso al Torneo Federal A, para luego conseguir el ascenso a la Primera B Nacional en esa misma temporada, categoría en la que está militando desde entonces.

## Clubes registrados

### Clubes activos de fútbol masculino en 2024
Los siguientes clubes presentaron divisiones de fútbol masculino en el Torneo Clausura 2024:
| Equipo                            | Ciudad          | Primera | Reserva | Formativas | Notas                                                                                             |
| --------------------------------- | --------------- | ------- | ------- | ---------- | ------------------------------------------------------------------------------------------------- |
| Argentina '78 Athletic Club       | Carlos Casares  | Si      | Si      | No         |                                                                                                   |
| Club Agropecuario Argentino       | Carlos Casares  | Si      | No      | No         |                                                                                                   |
| Club Atlético Boca Carlos Casares | Carlos Casares  | Si      | Si      | No         |                                                                                                   |
| Club Atlético de Carlos Casares   | Carlos Casares  | Si      | Si      | No         | También militó en la Liga Pehuajense de Fútbol y en la extinta Asociación de Foot-Ball del Oeste. |
| Club Atlético Independiente       | Mauricio Hirsch | Si      | Si      | No         |                                                                                                   |
| Club Atlético Las Toscas          | Las Toscas      | Si      | No      | No         | Se afilió a la liga en 2024.                                                                      |
| Club Atlético Moctezuma           | Moctezuma       | Si      | Si      | No         |                                                                                                   |
| Club Atlético Smith               | Smith           | Si      | Si      | No         |                                                                                                   |
| Club Deportivo Casares            | Carlos Casares  | Si      | Si      | No         | Previamente conocido como Sportivo Barracas, Sportivo Pampero y Sportivo Casares.                 |

### Clubes activos de fútbol femenino en 2024
Los siguientes clubes presentaron divisiones de fútbol masculino en el Torneo Clausura 2024:
| Equipo                            | Ciudad         | Primera | Formativas | Notas                                                              |
| --------------------------------- | -------------- | ------- | ---------- | ------------------------------------------------------------------ |
| Argentina '78 Athletic Club       | Carlos Casares | Si      | No         |                                                                    |
| Club Atlético Boca Carlos Casares | Carlos Casares | Si      | Si         |                                                                    |
| Club Atlético de Carlos Casares   | Carlos Casares | Si      | Si         |                                                                    |
| Club Atlético Moctezuma           | Moctezuma      | Si      | Si         |                                                                    |
| Club Atlético Quiroga             | Quiroga        | Si      | No         | Milita con su equipo masculino en la Liga Nuevejuliense de Fútbol. |
| Club Atlético San Martín          | Carlos Casares | No      | No         |                                                                    |
| Club Atlético Smith               | Smith          | Si      | No         |                                                                    |
| Club Deportivo Casares            | Carlos Casares | Si      | Si         |                                                                    |

### Clubes inactivos
Los siguientes clubes han jugado en la Liga Casarense de Fútbol, pero han sido desafiliados, han desaparecido o están jugando en otras ligas de la región.
| Equipo                             | Ciudad          | Estado       | Notas |
| ---------------------------------- | --------------- | ------------ | --- |
| Club Atlético Defensores de Cadret | Cadret          | Desafiliado  | Resultado de la fusión entre los clubes La Media Luna, Los Pascualitos y Juventud Unida.                                                              |
| Club Atlético Independiente        | Moctezuma       | Desaparecido | Se fusionó con Atlético Moctezuma para dar lugar a Independiente Argentino. Esta entidad luego desapareció, quedando el actual Moctezuma en su lugar. |
| Club Atlético Independiente        | Martínez de Hoz | Desafiliado  | También militó en la Liga Amateur de Deportes de Lincoln.                                                                                             |
| Club Defensores del Oeste          | Carlos Casares  | Desaparecido | |
| Club Independiente Carlos Casares  | Carlos Casares  | Desaparecido | |
| Club Juventud Unida                | Bellocq         | Desaparecido | |
| Club Libertad                      | Carlos Casares  | Desaparecido | |
| Club Mataderos                     | Carlos Casares  | Desaparecido | |
| Club Social Defensores Unidos      | Carlos Casares  | Desafiliado  | |
| Club Social y Deportivo Bellocq    | Bellocq         | Desafiliado  | No debe confundirse con el extinto Foot Ball Club Bellocq.                                                                                            |
| Club Social y Deportivo Moctezuma  | Moctezuma       | Desaparecido | |
| Club Sportivo Huracán              | Carlos Casares  | Desafiliado  | Previamente conocido como Huracán Foot Ball Club. Dedicado principalmente al Rugby.                                                                   |
| Club Sportivo Sofiense             | La Sofía        | Desaparecido | |
| Foot Ball Club Bellocq             | Bellocq         | Desaparecido | No debe confundirse con el Club Social y Deportivo Bellocq.                                                                                           |

## Historial de campeones
Los siguientes son los campeones de todos los torneos oficiales disputados en la Liga:

### Oficiales por temporada
| Año     | Campeonato     | Ganador(es)                | Ciudad          |
| ------- | -------------- | -------------------------- | --------------- |
| 1950    | Único          | Deportivo Casares          | Carlos Casares  |
| 1951    | Único          | Huracán                    | Carlos Casares  |
| 1952    | Único          | Deportivo Casares          | Carlos Casares  |
| 1953    | Único          | Huracán                    | Carlos Casares  |
| 1954    | Único          | Deportivo Casares          | Carlos Casares  |
| 1955    | Único          | Deportivo Casares          | Carlos Casares  |
| 1956    | Único          | Huracán                    | Carlos Casares  |
| 1957    | Único          | Smith                      | Smith           |
| 1958    | Único          | Atlético de Carlos Casares | Carlos Casares  |
| 1959    | Único          | Atlético de Carlos Casares | Carlos Casares  |
| 1960    | Único          | Deportivo Casares          | Carlos Casares  |
| 1961    | Único          | Smith                      | Smith           |
| 1962    | Único          | San Martín                 | Carlos Casares  |
| 1963    | Único          | Smith                      | Smith           |
| 1964    | Único          | Smith                      | Smith           |
| 1965    | Único          | Independiente              | Mauricio Hirsch |
| 1966    | Único          | Atlético de Carlos Casares | Carlos Casares  |
| 1967    | Único          | F.B.C. Bellocq             | Bellocq         |
| 1968    | Único          | San Martín                 | Carlos Casares  |
| 1969    | Único          | Atlético de Carlos Casares | Carlos Casares  |
| 1970    | Único          | Atlético de Carlos Casares | Carlos Casares  |
| 1971    | Único          | Atlético de Carlos Casares | Carlos Casares  |
| 1972    | Único          | Huracán                    | Carlos Casares  |
| 1973    | Único          | Huracán                    | Carlos Casares  |
| 1974    | Único          | Atlético de Carlos Casares | Carlos Casares  |
| 1975    | Único          | Atlético de Carlos Casares | Carlos Casares  |
| 1976    | Único          | Smith                      | Smith           |
| 1977    | Único          | Smith                      | Smith           |
| 1978    | Único          | Deportivo Casares          | Carlos Casares  |
| 1979    | Único          | Independiente              | Mauricio Hirsch |
| 1980    | Único          | Argentina '78              | Carlos Casares  |
| 1981    | Único          | Moctezuma                  | Moctezuma       |
| 1982    | Único          | Atlético de Carlos Casares | Carlos Casares  |
| 1983    | Único          | Atlético Las Toscas        | Las Toscas      |
| 1984    | Único          | Smith                      | Smith           |
| 1985    | Único          | Independiente              | Martínez de Hoz |
| 1986    | Único          | Moctezuma                  | Moctezuma       |
| 1987    | Único          | Boca Carlos Casares        | Carlos Casares  |
| 1988    | Único          | Atlético de Carlos Casares | Carlos Casares  |
| 1989    | Único          | Atlético de Carlos Casares | Carlos Casares  |
| 1990    | Único          | Defensores de Cadret       | Cadret          |
| 1991    | Único          | Huracán                    | Carlos Casares  |
| 1992    | Único          | Huracán                    | Carlos Casares  |
| 1993    | Único          | Huracán                    | Carlos Casares  |
| 1994    | Único          | Defensores de Cadret       | Cadret          |
| 1995    | Único          | Atlético de Carlos Casares | Carlos Casares  |
| 1996    | Único          | Argentina '78              | Carlos Casares  |
| 1997    | Único          | Boca Carlos Casares        | Carlos Casares  |
| 1998    | Único          | Argentina '78              | Carlos Casares  |
| 1999    | No se disputó. | No se disputó.             | No se disputó.  |
| 1999/00 | Nocturno       | Boca Carlos Casares        | Carlos Casares  |
| 2000/01 | Nocturno       | Argentino                  | Pehuajó         |
| 2001/02 | Nocturno       | Boca Carlos Casares        | Carlos Casares  |
| 2002/03 | Nocturno       | Boca Carlos Casares        | Carlos Casares  |
| 2003/04 | Nocturno       | Boca Carlos Casares        | Carlos Casares  |
| 2004/05 | Nocturno       | Atlético de Carlos Casares | Carlos Casares  |
| 2006    | Único          | Moctezuma                  | Moctezuma       |
| 2007    | Único          | Boca Carlos Casares        | Carlos Casares  |
| 2008    | Único          | Atlético de Carlos Casares | Carlos Casares  |
| 2009    | Único          | Boca Carlos Casares        | Carlos Casares  |
| 2010    | Único          | Boca Carlos Casares        | Carlos Casares  |
| 2011    | Único          | Atlético de Carlos Casares | Carlos Casares  |
| 2012    | Único          | Agropecuario Argentino     | Carlos Casares  |
| 2013    | Único          | Argentina '78              | Carlos Casares  |
| 2014    | Único          | Agropecuario Argentino     | Carlos Casares  |
| 2015    | Apertura       | Boca Carlos Casares        | Carlos Casares  |
| 2015    | Clausura       | Agropecuario Argentino     | Carlos Casares  |
| 2016    | Único          | Atlético de Carlos Casares | Carlos Casares  |
| 2017    | Único          | Smith                      | Smith           |
| 2018    | Único          | Atlético de Carlos Casares | Carlos Casares  |
| 2019    | Único          | Agropecuario Argentino     | Carlos Casares  |
| 2020    | No se disputó  | No se disputó              | No se disputó   |
| 2021    | Único          | Deportivo Casares          | Carlos Casares  |
| 2022    | Único          | Argentina '78              | Carlos Casares  |
| 2023    | Apertura       | Atlético de Carlos Casares | Carlos Casares  |
| 2023    | Clausura       | Smith                      | Smith           |
| 2024    | Apertura       | Atlético de Carlos Casares | Carlos Casares  |
| 2024    | Clausura       | Atlético de Carlos Casares | Carlos Casares  |

### Oficiales por club vencedor
| Equipo                                                    | Ciudad                                                    | Total | Campeonatos |
| --------------------------------------------------------- | --------------------------------------------------------- | ----- | --- |
| Atlético de Carlos Casares                                | Carlos Casares                                            | 20    | 1958, 1959, 1966, 1969, 1970, 1971, 1974, 1975, 1982, 1988, 1989, 1995, 2004/05 (nocturno), 2008, 2011, 2016, 2018, 2023 (apertura), 2024 (apertura), 2024 (clausura) |
| Boca Carlos Casares                                       | Carlos Casares                                            | 10    | 1987, 1997, 1999/00 (nocturno), 2001/02 (nocturno), 2002/03 (nocturno), 2003/04 (nocturno), 2007, 2009, 2010, 2015 (Apertura)                                         |
| Smith                                                     | Smith                                                     | 9     | 1957, 1961, 1963, 1964, 1976, 1977, 1984, 2017, 2023 (clausura) |
| Huracán                                                   | Carlos Casares                                            | 8     | 1951, 1953, 1956, 1972, 1973, 1991, 1992, 1993 |
| Deportivo Casares                                         | Carlos Casares                                            | 7     | 1950, 1952, 1954, 1955, 1960, 1978, 2021 |
| Argentina '78                                             | Carlos Casares                                            | 5     | 1980, 1996, 1998, 2013, 2022 |
| Agropecuario Argentino                                    | Carlos Casares                                            | 4     | 2012, 2014, 2015 (clausura), 2019 |
| Moctezuma                                                 | Moctezuma                                                 | 3     | 1981, 1986, 2006 |
| Defensores de Cadret                                      | Cadret                                                    | 2     | 1990, 1994 |
| Independiente                                             | Mauricio Hirsch                                           | 2     | 1965, 1979 |
| San Martín                                                | Carlos Casares                                            | 2     | 1962, 1968 |
| Argentino                                                 | Pehuajó                                                   | 1     | 2000/01 (nocturno) |
| Atlético Las Toscas                                       | Las Toscas                                                | 1     | 1983 |
| F.B.C. Bellocq                                            | Bellocq                                                   | 1     | 1967 |
| Independiente                                             | Martínez de Hoz                                           | 1     | 1985 |
| Campeonatos desiertos/sin resolución/años sin campeonatos | Campeonatos desiertos/sin resolución/años sin campeonatos | 2     | 1999, 2020 |

### Interligas por temporada
| Edición                                | Ligas organizadoras                                                                                        | Campeón                | Ciudad         |
| -------------------------------------- | --- | ---------------------- | -------------- |
| 2007 Alianza Deportiva                 | Liga Casarense de Fútbol, Liga Toldense de Fútbol, Liga Nuevejuliense de Fútbol                            | Libertad               | 9 de Julio     |
| 2008 Alianza Deportiva                 | Liga Casarense de Fútbol, Liga Toldense de Fútbol, Liga Nuevejuliense de Fútbol                            | Agustín Álvarez        | 9 de Julio     |
| 2009 Alianza Deportiva                 | Liga Casarense de Fútbol, Liga Toldense de Fútbol, Liga Nuevejuliense de Fútbol                            | Boca Carlos Casares    | Carlos Casares |
| 2010 Alianza Deportiva                 | Liga Casarense de Fútbol, Liga Toldense de Fútbol, Liga Nuevejuliense de Fútbol                            | Viamonte F.C.          | Los Toldos     |
| 2011 Alianza Deportiva                 | Liga Casarense de Fútbol, Liga Toldense de Fútbol, Liga Nuevejuliense de Fútbol                            | Atlético French        | French         |
| 2012 Alianza Deportiva                 | Liga Casarense de Fútbol, Liga Toldense de Fútbol, Liga Nuevejuliense de Fútbol                            | Viamonte F.C.          | Los Toldos     |
| 2013 Alianza Deportiva                 | Liga Casarense de Fútbol, Liga Toldense de Fútbol, Liga Nuevejuliense de Fútbol                            | San Martín             | 9 de Julio     |
| 2014 Alianza Deportiva                 | Liga Casarense de Fútbol, Liga Toldense de Fútbol, Liga Nuevejuliense de Fútbol, Liga Bragadense de Fútbol | Viamonte F.C.          | Los Toldos     |
| 2015 Carlos Casares / General Viamonte | Liga Casarense de Fútbol, Liga Toldense de Fútbol                                                          | Agropecuario Argentino | Carlos Casares |
| 2016 Carlos Casares / General Viamonte | Liga Casarense de Fútbol, Liga Toldense de Fútbol                                                          | Boca Carlos Casares    | Carlos Casares |

### Interligas por club vencedor
| Equipo                 | Ciudad         | Total | Campeonatos                                                                  |
| ---------------------- | -------------- | ----- | ---------------------------------------------------------------------------- |
| Viamonte F.C.          | Los Toldos     | 3     | 2010 (Alianza Deportiva), 2012 (Alianza Deportiva), 2014 (Alianza Deportiva) |
| Boca Carlos Casares    | Carlos Casares | 2     | 2009 (Alianza Deportiva), 2016 (Casares-Viamonte)                            |
| Agropecuario Argentino | Carlos Casares | 1     | 2015 (Casares-Viamonte)                                                      |
| Agustín Álvarez        | 9 de Julio     | 1     | 2008 (Alianza Deportiva)                                                     |
| Atlético French        | French         | 1     | 2011 (Alianza Deportiva)                                                     |
| Libertad               | 9 de Julio     | 1     | 2007 (Alianza Deportiva)                                                     |
| San Martín             | 9 de Julio     | 1     | 2013 (Alianza Deportiva)                                                     |